# Баглай, Михаил Степанович
Михаил Степанович Баглай (1913 — ?) — советский государственный деятель, 2-й секретарь Полтавского областного комитета КПУ. Депутат Верховного Совета УССР 5-го созыва.

## Биография
Работал на железной дороге.
Член ВКП(б) с 1939 года.
До 1941 года — секретарь партийной организации паровозного депо станции Кременчуг Полтавской области. Во время Великой Отечественной войны находился в эвакуации. С 1943 года работал секретарем Кременчугского железнодорожного узлового партийного комитета.
До июня 1954 года — 1-й секретарь Кременчугского городского комитета КПУ Полтавской области.
В июне 1954 — 29 июля 1955 года — секретарь Полтавского областного комитета КПУ.
29 июля 1955—1961 года — 2-й секретарь Полтавского областного комитета КПУ.

## Награды
- орден Ленина (26.02.1958)
- ордена
- медали